# Skillet (album)
Skillet je debutové studiové album americké křesťanské rockové skupiny Skillet. Album vyšlo v roce 1996.

## Seznam skladeb
| Pořadí         | Název             | Délka |
| -------------- | ----------------- | ----- |
| 1.             | I Can             | 4:18  |
| 2.             | Gasoline          | 4:02  |
| 3.             | Saturn            | 5:10  |
| 4.             | My Beautiful Robe | 3:39  |
| 5.             | Promise Blender   | 3:56  |
| 6.             | Paint             | 3:21  |
| 7.             | Safe with You     | 3:49  |
| 8.             | You Thought       | 3:41  |
| 9.             | Boundaries        | 4:06  |
| 10.            | Splinter          | 2:41  |
| Celková délka: | Celková délka:    | 38:87 |

## Sestava
- John Cooper – zpěv, basová kytara, klavír
- Trey McClurkin – bicí, doprovodný zpěv
- Ken Steorts – kytara, doprovodný zpěv